# Holwick
Holwick est un village situé dans le comté de Durham, en Angleterre.